# Міністерство радгоспів Української РСР
Міністерство радгоспів Української РСР — союзно-республіканське міністерство, входило до системи агропромислового комплексу УРСР і підлягало в своїй діяльності Раді Міністрів УРСР і Міністерству радгоспів СРСР.

## Історія
У 1933—1936 роках в Українській СРР призначалися Уповноважені народного комісаріату радгоспів СРСР по УРСР. З 1933 по 1934 рік уповноваженим працював Нурінов Олександр Агейович, а у 1934—1936 роках — Лісовик Олександр Григорович.
У жовтні 1936 року утворено союзно-республіканський Народний комісаріат зернових і тваринницьких радгоспів Української РСР, який проіснував до березня 1946 року. З 10 лютого 1947 по 10 квітня 1953 року функціонувало Міністерство радгоспів Української РСР, яке у квітні 1953 увійшло до складу об'єднаного Міністерства сільського господарства і заготівель УРСР. У жовтні 1953 року відновлено Міністерство радгоспів Української РСР, яке у липні 1957 року увійшло до складу Міністерства сільського господарства УРСР. Знову утворене 4 березня 1969 року і 14 вересня 1983 року було об'єднане із Міністерством сільського господарства Української РСР.

## Народні комісари радгоспів УРСР
- Крих Варфоломій Михайлович (1936—1937)
- Шило Василь Степанович (1938—1941)
- Козирєв Микола Володимирович (1941—1944)
- Таран Григорій Іванович (1944—1946)

## Міністри радгоспів УРСР
- Кальченко Никифор Тимофійович (1947—1950)
- Власенко Олександр Васильович (1950—1953)

- Коваль Олексій Григорович (1953—1957)
- Гриза Олексій Андріанович (1957—1957)

- Попльовкін Трохим Трохимович (1969—1975)
- Федан Всеволод Іванович (1975—1975)
- Шматольян Іван Іванович (1975—1977)
- Коломієць Юрій Панасович (1977—1979)
- Корж Микола Панасович (1979—1983)